# Spelartrupper under världsmästerskapet i futsal 2008
Den här artikeln innehåller samtliga spelartrupper under världsmästerskapet i futsal 2008, som spelades i Brasilien 30 september till 19 oktober, 2008.
| Innehållsförteckning                               | Innehållsförteckning                           | Innehållsförteckning                             | Innehållsförteckning                         |
| Grupp A                                            | Grupp B                                        | Grupp C                                          | Grupp D                                      |
| -------------------------------------------------- | ---------------------------------------------- | ------------------------------------------------ | -------------------------------------------- |
| Brasilien · Japan · Kuba · Ryssland · Salomonöarna | Italien · Paraguay · Portugal · Thailand · USA | Argentina · Egypten · Guatemala · Kina · Ukraina | Iran · Libyen · Spanien · Tjeckien · Uruguay |

## Grupp A

### Brasilien
Förbundskapten:  Paulo de Oliveira
| Nr | Pos. | Namn       | Födelsedatum (ålder)      | Matcher | Mål |           | Klubb               |
| -- | ---- | ---------- | ------------------------- | ------- | --- | --------- | ------------------- |
| 1  | MV   | Rogério    | 20 september 1973 (35 år) |         |     | Brasilien | JEC/Krona/DalPonte  |
| 2  | MV   | Tiago      | 9 mars 1981 (27 år)       |         |     | Brasilien | Malwee Futsal       |
| 3  | MV   | Franklin   | 18 maj 1981 (27 år)       |         |     | Brasilien | Malwee Futsal       |
| 4  | MF   | Ari        | 6 mars 1982 (26 år)       |         |     | Brasilien | Malwee Futsal       |
| 5  | F    | Ciço       | 16 oktober 1981 (26 år)   |         |     | Spanien   | ElPozo Murcia       |
| 6  | MF   | Gabriel    | 17 november 1980 (27 år)  |         |     | Spanien   | Inter Movistar      |
| 7  | MF   | Vinícius   | 31 december 1977 (30 år)  |         |     | Spanien   | ElPozo Murcia       |
| 8  | F    | Schumacher | 31 augusti 1975 (33 år)   |         |     | Spanien   | Inter Movistar      |
| 9  | A    | Betão      | 2 september 1978 (30 år)  |         |     | Spanien   | Inter Movistar      |
| 10 | A    | Lenísio    | 23 oktober 1976 (31 år)   |         |     | Brasilien | Malwee Futsal       |
| 11 | MF   | Marquinho  | 7 oktober 1974 (33 år)    |         |     | Spanien   | Inter Movistar      |
| 12 | MF   | Falcão     | 8 juni 1977 (31 år)       |         |     | Brasilien | Malwee Futsal       |
| 13 | A    | Wilde      | 14 april 1981 (27 år)     |         |     | Spanien   | ElPozo Murcia       |
| 14 | F    | Carlinhos  | 26 augusti 1981 (27 år)   |         |     | Spanien   | Lobelle de Santiago |

### Japan
Förbundskapten:  Sergio Sapo
| Nr | Pos. | Namn               | Födelsedatum (ålder)     | Matcher | Mål |         | Klubb               |
| -- | ---- | ------------------ | ------------------------ | ------- | --- | ------- | ------------------- |
| 1  | MV   | Hisamitsu Kawahara | 24 november 1978 (29 år) |         |     | Japan   | Bardral Urayasu     |
| 2  | F    | Yoshifumi Maeda    | 25 april 1977 (31 år)    |         |     | Japan   | Nagoya Oceans       |
| 3  | F    | Wataru Kitahara    | 2 augusti 1982 (26 år)   |         |     | Japan   | Nagoya Oceans       |
| 4  | F    | Yusuke Komiyama    | 22 december 1979 (28 år) |         |     | Japan   | Bardral Urayasu     |
| 5  | MF   | Rikarudo Higa      | 4 maj 1973 (35 år)       |         |     | Japan   | Deução Kobe         |
| 6  | MF   | Nobuya Osodo       | 28 juni 1983 (25 år)     |         |     | Japan   | Vasagey Oita        |
| 7  | MF   | Yuki Kanayama      | 2 september 1977 (31 år) |         |     | Japan   | Pescadola Machida   |
| 8  | MF   | Kenta Fujii        | 3 augusti 1976 (32 år)   |         |     | Japan   | Bardral Urayasu     |
| 9  | A    | Daisuke Ono        | 25 januari 1980 (28 år)  |         |     | Japan   | Bardral Urayasu     |
| 10 | A    | Kenichiro Kogure   | 11 november 1979 (28 år) |         |     | Spanien | Gestesa Guadalajara |
| 11 | A    | Kotaro Inaba       | 22 december 1982 (25 år) |         |     | Japan   | Bardral Urayasu     |
| 12 | MV   | Hisao Sasanaga     | 17 januari 1977 (31 år)  |         |     | Japan   | Nagoya Oceans       |
| 13 | A    | Yusuke Inada       | 2 augusti 1977 (31 år)   |         |     | Japan   | Bardral Urayasu     |
| 14 | MV   | Keisuke Aoyagi     | 22 januari 1986 (22 år)  |         |     | Japan   | Vasagey Oita        |

### Kuba
Förbundskapten:  Elddys Valdes
| Nr | Pos. | Namn               | Födelsedatum (ålder)     | Matcher | Mål |      | Klubb               |
| -- | ---- | ------------------ | ------------------------ | ------- | --- | ---- | ------------------- |
| 1  | MV   | Wilfredo Carbo     | 1 december 1969 (38 år)  |         |     | Kuba | Ciudad de La Habana |
| 2  | A    | Jhonnet Martínez   | 3 juli 1982 (26 år)      |         |     | Kuba | Ciudad de La Habana |
| 3  | MF   | Yoandy Guevara     | 2 maj 1978 (30 år)       |         |     | Kuba | Matanzas            |
| 4  | MF   | Yulier Olivera     | 2 april 1981 (27 år)     |         |     | Kuba | Sancti Spíritus     |
| 5  | F    | Eduardo Morales    | 5 mars 1981 (27 år)      |         |     | Kuba | Matanzas            |
| 6  | MV   | Carlos Madrigal    | 21 oktober 1981 (26 år)  |         |     | Kuba | Sancti Spíritus     |
| 7  | MF   | Yampier Rodríguez  | 18 maj 1977 (31 år)      |         |     | Kuba | Pinar del Río       |
| 8  | A    | Yosniel Mesa       | 11 maj 1981 (27 år)      |         |     | Kuba | Cienfuegos          |
| 9  | F    | Fernando Chapman   | 16 mars 1980 (28 år)     |         |     | Kuba | Holguín             |
| 10 | F    | Isven Román        | 3 september 1983 (25 år) |         |     | Kuba | Ciudad de La Habana |
| 11 | A    | Boris Saname       | 2 juni 1974 (34 år)      |         |     | Kuba | Ciudad de La Habana |
| 12 | MV   | Francis López      | 4 oktober 1976 (31 år)   |         |     | Kuba | Ciudad de La Habana |
| 13 | MF   | Luis Enrique Dumas | 2 april 1973 (35 år)     |         |     | Kuba | Pinar del Río       |
| 14 | MF   | Raudel Rodríguez   | 21 februari 1980 (28 år) |         |     | Kuba | Pinar del Río       |

### Ryssland
Förbundskapten:  Oleg Ivanov
| Nr | Pos. | Namn                   | Födelsedatum (ålder)     | Matcher | Mål |          | Klubb                   |
| -- | ---- | ---------------------- | ------------------------ | ------- | --- | -------- | ----------------------- |
| 1  | MV   | Pavel Stepanov         | 4 oktober 1974 (33 år)   |         |     | Ryssland | Dinamo Yamal            |
| 2  | A    | Vladislav Shayakhmetov | 25 augusti 1981 (27 år)  |         |     | Ryssland | Dinamo Yamal            |
| 3  | MF   | Nikolay Pereverzev     | 15 december 1986 (21 år) |         |     | Ryssland | MFK Tyumen              |
| 4  | MF   | Dmitry Prudnikov       | 6 januari 1988 (20 år)   |         |     | Ryssland | Viz-Sinara Ekaterinburg |
| 5  | F    | Pavel Kobzar           | 23 mars 1980 (28 år)     |         |     | Ryssland | Dinamo Yamal            |
| 6  | MV   | Leonid Klimovskiy      | 22 mars 1983 (25 år)     |         |     | Ryssland | TTG-Java Yugorsk        |
| 7  | MF   | Pula                   | 2 december 1980 (27 år)  |         |     | Ryssland | Dinamo Yamal            |
| 8  | A    | Marat Azizov           | 20 december 1985 (22 år) |         |     | Ryssland | CSKA Moskva             |
| 9  | F    | Konstantin Dushkevich  | 20 juli 1981 (27 år)     |         |     | Ryssland | Spartak Shchyolkovo     |
| 10 | F    | Konstantin Maevskiy    | 5 oktober 1979 (28 år)   |         |     | Ryssland | Dinamo Yamal            |
| 11 | A    | Sirilo                 | 20 januari 1980 (28 år)  |         |     | Ryssland | Dinamo Yamal            |
| 12 | MV   | Sergey Zuev            | 20 februari 1980 (28 år) |         |     | Ryssland | Viz-Sinara Ekaterinburg |
| 13 | MF   | Konstantin Agapov      | 18 oktober 1986 (21 år)  |         |     | Ryssland | Viz-Sinara Ekaterinburg |
| 14 | MF   | Damir Khamadiev        | 30 juli 1981 (27 år)     |         |     | Ryssland | Viz-Sinara Ekaterinburg |

### Salomonöarna
Förbundskapten:  Victor Waiia
| Nr | Pos. | Namn             | Födelsedatum (ålder)     | Matcher | Mål |              | Klubb     |
| -- | ---- | ---------------- | ------------------------ | ------- | --- | ------------ | --------- |
| 1  | MV   | Junior Kogua     | 28 april 1990 (18 år)    |         |     | Salomonöarna | Brisocana |
| 2  | F    | Philip Houtarau  | 9 november 1986 (21 år)  |         |     | Salomonöarna | Brisocana |
| 3  | MF   | Elliot Ragomo    | 28 maj 1990 (18 år)      |         |     | Salomonöarna | Brisocana |
| 4  | MF   | Jenan Kapu       | 22 februari 1991 (17 år) |         |     | Salomonöarna | Brisocana |
| 5  | MF   | Lenson Bisili    | 19 maj 1990 (18 år)      |         |     | Salomonöarna | Marist    |
| 6  | F    | Moffat Sikwaae   | 30 juni 1990 (18 år)     |         |     | Salomonöarna | Makuru    |
| 7  | F    | James Egeta      | 10 augusti 1990 (18 år)  |         |     | Salomonöarna | Marist    |
| 8  | MF   | Francis Lafai    | 21 oktober 1990 (17 år)  |         |     | Salomonöarna | Koloale   |
| 9  | A    | Micah Lea'alafa  | 1 juni 1991 (17 år)      |         |     | Salomonöarna | Kossa     |
| 10 | A    | Samuel Osifelo   | 15 mars 1991 (17 år)     |         |     | Salomonöarna | Kossa     |
| 11 | A    | Ron Ginio        | 24 februari 1990 (18 år) |         |     | Salomonöarna | Kossa     |
| 12 | MF   | Jack Wetney      | 4 mars 1990 (18 år)      |         |     | Salomonöarna | Kossa     |
| 13 | A    | Stanley Puairana | 24 augusti 1990 (18 år)  |         |     | Salomonöarna | Brisocana |
| 14 | MV   | Alick Lioka      | 2 februari 1989 (19 år)  |         |     | Salomonöarna | Brisocana |

## Grupp B

### Italien
Förbundskapten:  Alessandro Nuccorini
| Nr | Pos. | Namn                | Födelsedatum (ålder)      | Matcher | Mål |         | Klubb                 |
| -- | ---- | ------------------- | ------------------------- | ------- | --- | ------- | --------------------- |
| 1  | MV   | Alexandre Feller    | 28 september 1971 (37 år) |         |     | Italien | Arzignano Grifo       |
| 2  | F    | Grana               | 26 augusti 1979 (29 år)   |         |     | Italien | Lazio Colleferro      |
| 3  | F    | Pellegrini          | 16 december 1975 (32 år)  |         |     | Italien | Luparense             |
| 4  | MF   | Jocimar Jubanski    | 7 juli 1977 (31 år)       |         |     | Italien | Luparense             |
| 5  | A    | Clayton Baptistella | 7 december 1983 (24 år)   |         |     | Italien | Arzignano Grifo       |
| 6  | MF   | Edgar Bertoni       | 24 juli 1981 (27 år)      |         |     | Italien | Napoli Barrese        |
| 7  | MF   | Marcio Forte        | 23 april 1977 (31 år)     |         |     | Italien | Città di Montesilvano |
| 8  | MF   | Saad Assis          | 26 oktober 1979 (28 år)   |         |     | Spanien | Barcelona Senseit     |
| 9  | F    | Fabiano             | 5 januari 1980 (28 år)    |         |     | Spanien | Fisiomedia Manacor    |
| 10 | A    | Adriano Foglia      | 25 april 1981 (27 år)     |         |     | Italien | Città di Montesilvano |
| 11 | A    | Morgado             | 19 juni 1981 (27 år)      |         |     | Italien | Città di Montesilvano |
| 12 | MV   | Farina              | 28 maj 1973 (35 år)       |         |     | Spanien | ElPozo Murcia         |
| 13 | A    | Sandro Zanetti      | 20 januari 1976 (32 år)   |         |     | Italien | Napoli Barrese        |
| 14 | F    | Patrick Nora        | 16 maj 1979 (29 år)       |         |     | Italien | Luparense             |

### Paraguay
Förbundskapten:  Rubén Subeldía
| Nr | Pos. | Namn                | Födelsedatum (ålder)    | Matcher | Mål |           | Klubb           |
| -- | ---- | ------------------- | ----------------------- | ------- | --- | --------- | --------------- |
| 1  | MV   | Mario Gazolli       | 26 oktober 1986 (21 år) |         |     | Italien   | Napoli Barrese  |
| 2  | MF   | Oscar Jara          | 30 januari 1981 (27 år) |         |     | Paraguay  | UAA             |
| 3  | A    | Fabio Alcaraz       | 7 januari 1982 (26 år)  |         |     | Italien   | Napoli Barrese  |
| 4  | A    | Rodolfo Román       | 27 juni 1987 (21 år)    |         |     | Paraguay  | Coronel Escurra |
| 5  | A    | Carlos Chilavert    | 5 augusti 1976 (32 år)  |         |     | Italien   | Napoli Barrese  |
| 6  | A    | José Luis Santander | 10 april 1981 (27 år)   |         |     | Paraguay  | UAA             |
| 7  | MF   | Oscar Velázquez     | 26 maj 1984 (24 år)     |         |     | Italien   | Ponzio Pescara  |
| 8  | A    | José Rotella        | 22 juni 1983 (25 år)    |         |     | Italien   | Levinsson Roma  |
| 9  | A    | Robson Fernández    | 9 februari 1973 (35 år) |         |     | Brasilien | Palmeiras       |
| 10 | MF   | Walter Villalba     | 22 oktober 1977 (30 år) |         |     | Italien   | Atletico Teramo |
| 11 | MF   | Horacio Osorio      | 26 januari 1984 (24 år) |         |     | Paraguay  | UAA             |
| 12 | MV   | Carlos Espínola     | 6 april 1981 (27 år)    |         |     | Paraguay  | UAA             |
| 13 | MV   | Pedro Ortiz         | 5 mars 1983 (25 år)     |         |     | Paraguay  | Coronel Escurra |
| 14 | MF   | René Villalba       | 8 juli 1981 (27 år)     |         |     | Italien   | Luparense       |

### Portugal
Förbundskapten:  Orlando Duarte
| Nr | Pos. | Namn          | Födelsedatum (ålder)     | Matcher | Mål |          | Klubb                 |
| -- | ---- | ------------- | ------------------------ | ------- | --- | -------- | --------------------- |
| 1  | MV   | João Benedito | 7 oktober 1978 (29 år)   |         |     | Portugal | Sporting CP           |
| 2  | MF   | Ricardinho    | 3 september 1985 (23 år) |         |     | Portugal | SL Benfica            |
| 3  | MF   | Marinho       | 30 mars 1985 (23 år)     |         |     | Portugal | FJ Antunes            |
| 4  | MF   | Pedro Costa   | 18 december 1978 (29 år) |         |     | Portugal | SL Benfica            |
| 5  | F    | Bibi          | 28 maj 1980 (28 år)      |         |     | Portugal | Sporting CP           |
| 6  | MF   | Pedro Cary    | 10 maj 1984 (24 år)      |         |     | Portugal | CF Belenenses         |
| 7  | A    | Cardinal      | 26 juni 1985 (23 år)     |         |     | Portugal | AR Freixieiro         |
| 8  | MF   | Israel        | 31 januari 1977 (31 år)  |         |     | Spanien  | Burela Pescados Rubén |
| 9  | F    | Gonçalo       | 1 juli 1977 (31 år)      |         |     | Portugal | SL Benfica            |
| 10 | MF   | Arnaldo       | 16 juni 1979 (29 år)     |         |     | Portugal | SL Benfica            |
| 11 | A    | Leitão        | 3 januari 1981 (27 år)   |         |     | Spanien  | Lobelle de Santiago   |
| 12 | MV   | Bébé          | 19 maj 1983 (25 år)      |         |     | Portugal | SL Benfica            |
| 13 | MF   | Jardel        | 9 november 1979 (28 år)  |         |     | Portugal | CF Belenenses         |
| 14 | MV   | Cristiano     | 20 augusti 1979 (29 år)  |         |     | Portugal | Sporting CP           |

### Thailand
Förbundskapten:  Jose María Pazos
| Nr | Pos. | Namn                      | Födelsedatum (ålder)     | Matcher | Mål |           | Klubb              |
| -- | ---- | ------------------------- | ------------------------ | ------- | --- | --------- | ------------------ |
| 1  | MV   | Somkid Chuenta            | 5 oktober 1978 (29 år)   |         |     | Kazakstan | Aktobe BTA         |
| 2  | MV   | Parinya Pandee            | 4 april 1984 (24 år)     |         |     | Thailand  | TOT                |
| 3  | F    | Natthapon Suttiroj        | 27 januari 1983 (25 år)  |         |     | Thailand  | Chonburi Blue Wave |
| 4  | F    | Panuwat Janta             | 14 februari 1979 (29 år) |         |     | Thailand  | Chonburi Blue Wave |
| 5  | A    | Lertchai Issarasuwipakorn | 2 november 1982 (25 år)  |         |     | Thailand  | Chonburi Blue Wave |
| 6  | MF   | Panomkorn Saisorn         | 31 december 1981 (26 år) |         |     | Thailand  | TOT                |
| 7  | MF   | Anucha Munjarern          | 19 oktober 1979 (28 år)  |         |     | Thailand  | CAT Telecom        |
| 8  | F    | Tanakorn Santanaprasit    | 11 juni 1979 (29 år)     |         |     | Thailand  | Royal Thai Navy    |
| 9  | MF   | Prasert Innui             | 31 juli 1978 (30 år)     |         |     | Thailand  | Chonburi Blue Wave |
| 10 | A    | Ekkapong Suratsawang      | 27 juni 1986 (22 år)     |         |     | Thailand  | Chonburi Blue Wave |
| 11 | A    | Ekkapan Suratsawang       | 27 juni 1986 (22 år)     |         |     | Thailand  | Chonburi Blue Wave |
| 12 | MV   | Surapong Tompa            | 25 november 1978 (29 år) |         |     | Thailand  | Royal Thai Navy    |
| 13 | F    | Sermphan Khumthinkaew     | 1 oktober 1981 (26 år)   |         |     | Thailand  | TOT                |
| 14 | F    | Narongsak Khongkaew       | 17 januari 1979 (29 år)  |         |     | Thailand  | CAT Telecom        |

### USA
Förbundskapten:  Keith Tozer
| Nr | Pos. | Namn            | Födelsedatum (ålder)      | Matcher | Mål |     | Klubb              |
| -- | ---- | --------------- | ------------------------- | ------- | --- | --- | ------------------ |
| 1  | MV   | Nick Vorberg    | 10 februari 1975 (33 år)  |         |     | USA | Milwaukee Wave     |
| 2  | F    | Joe Hammes      | 9 maj 1979 (29 år)        |         |     | USA | Milwaukee Wave     |
| 3  | A    | Mike Apple      | 22 juni 1977 (31 år)      |         |     | USA | Detroit Ignition   |
| 4  | A    | Jamar Beasley   | 11 oktober 1979 (28 år)   |         |     | USA | Detroit Ignition   |
| 5  | MF   | Denison Cabral  | 26 januari 1974 (34 år)   |         |     | USA | Baltimore Blast    |
| 6  | MF   | Andy Rosenband  | 27 april 1981 (27 år)     |         |     | USA | Chicago Storm      |
| 7  | MF   | Ptah Myers      | 25 maj 1982 (26 år)       |         |     | USA | Philadelphia KiXX  |
| 8  | A    | Carlos Farias   | 15 maj 1976 (32 år)       |         |     | USA | Chicago Storm      |
| 9  | A    | Andrew Jacobson | 25 september 1985 (23 år) |         |     | USA | Philadelphia Union |
| 10 | MF   | Sandre Naumoski | 3 juli 1979 (29 år)       |         |     | USA | Philadelphia KiXX  |
| 11 | MF   | Matthew Stewart | 17 september 1976 (32 år) |         |     | USA | Chicago Storm      |
| 12 | MV   | Jeff Richey     | 6 februari 1977 (31 år)   |         |     | USA | Chicago Storm      |
| 13 | F    | Pat Morris      | 6 juni 1981 (27 år)       |         |     | USA | Philadelphia KiXX  |
| 14 | A    | Brett Wiesner   | 12 maj 1983 (25 år)       |         |     | USA | Milwaukee Wave     |

## Grupp C

### Argentina
Förbundskapten:  Sergio López
| Nr | Pos. | Namn               | Födelsedatum (ålder)     | Matcher | Mål |           | Klubb                 |
| -- | ---- | ------------------ | ------------------------ | ------- | --- | --------- | --------------------- |
| 1  | MV   | Javier Guisande    | 15 december 1975 (32 år) |         |     | Argentina | Boca Juniors          |
| 2  | F    | Leandro Planas     | 28 november 1975 (32 år) |         |     | Italien   | Città di Montesilvano |
| 3  | F    | Sebastián Corazza  | 3 augusti 1981 (27 år)   |         |     | Italien   | Napoli Vesevo         |
| 4  | F    | Diego Giustozzi    | 1 augusti 1978 (30 år)   |         |     | Spanien   | Caja Segovia          |
| 5  | F    | Carlos Sánchez     | 31 januari 1975 (33 år)  |         |     | Italien   | Napoli Barrese        |
| 6  | A    | Fernando Wilhelm   | 5 april 1982 (26 år)     |         |     | Italien   | Arzignano Grifo       |
| 7  | MF   | Maximiliano Rescia | 29 oktober 1987 (20 år)  |         |     | Argentina | Pinocho               |
| 8  | MF   | Hernan Garcias     | 2 juni 1978 (30 år)      |         |     | Italien   | Città di Montesilvano |
| 9  | MF   | Matías Lucuix      | 20 november 1985 (22 år) |         |     | Spanien   | Caja Segovia          |
| 10 | MF   | Marcelo Giménez    | 29 januari 1977 (31 år)  |         |     | Italien   | Napoli Barrese        |
| 11 | A    | Esteban González   | 13 maj 1977 (31 år)      |         |     | Argentina | Jorge Newberry        |
| 12 | MV   | Santiago Elías     | 2 februari 1983 (25 år)  |         |     | Argentina | Pinocho               |
| 13 | A    | Cristian Borruto   | 7 maj 1987 (21 år)       |         |     | Argentina | Independiente         |
| 14 | A    | Martín Amas        | 25 oktober 1984 (23 år)  |         |     | Argentina | Ferro Carril Oeste    |

### Egypten
Förbundskapten:  Moafak El-Sayed
| Nr | Pos. | Namn                | Födelsedatum (ålder)     | Matcher | Mål |         | Klubb            |
| -- | ---- | ------------------- | ------------------------ | ------- | --- | ------- | ---------------- |
| 1  | MV   | Hema                | 28 maj 1975 (33 år)      |         |     | Egypten | El Shams         |
| 2  | F    | Ahmed El-Agouz      | 21 maj 1978 (30 år)      |         |     | Egypten | El Shams         |
| 3  | F    | Mohamed Roshdy      | 30 juli 1978 (30 år)     |         |     | Egypten | El Shams         |
| 4  | A    | Adel Fathy          | 4 februari 1976 (32 år)  |         |     | Egypten | Egypt Telecom    |
| 5  | F    | Ibrahim Bougy       | 18 mars 1987 (21 år)     |         |     | Egypten | El Shams         |
| 6  | A    | Wael Abo El-Komsan  | 17 januari 1976 (32 år)  |         |     | Qatar   | Al-Rayyan        |
| 7  | F    | Ahmed Abou Serie    | 30 oktober 1979 (28 år)  |         |     | Egypten | Mit Oqba         |
| 8  | MF   | Mizo                | 15 oktober 1985 (22 år)  |         |     | Egypten | El Shams         |
| 9  | A    | Sameh Saleh         | 19 augusti 1980 (28 år)  |         |     | Egypten | El Maqassa       |
| 10 | MF   | Abdel-Hakim Mohamed | 19 april 1978 (30 år)    |         |     | Egypten | Police           |
| 11 | A    | Ramadan Samasry     | 11 juli 1982 (26 år)     |         |     | Egypten | El Shams         |
| 12 | MV   | Mohamed Sayed       | 16 december 1976 (31 år) |         |     | Egypten | Police           |
| 13 | MF   | Amr El-Malah        | 12 februari 1976 (32 år) |         |     | Egypten | El Shams         |
| 14 | A    | Ahmed Hussein       | 1 februari 1984 (24 år)  |         |     | Egypten | Arab Contractors |

### Guatemala
Förbundskapten:  Carlos Estrada
| Nr | Pos. | Namn             | Födelsedatum (ålder)      | Matcher | Mål |           | Klubb         |
| -- | ---- | ---------------- | ------------------------- | ------- | --- | --------- | ------------- |
| 1  | MV   | Carlos Mérida    | 27 mars 1978 (30 år)      |         |     | Guatemala | Maya de Oro   |
| 2  | MV   | Rafael Ortiz     | 1 september 1984 (24 år)  |         |     | Guatemala | Forza Juvenil |
| 3  | A    | Marlon Noj       | 13 oktober 1976 (31 år)   |         |     | Guatemala | Glucosoral    |
| 4  | F    | José González    | 10 december 1986 (21 år)  |         |     | Guatemala | Glucosoral    |
| 5  | A    | Manuel Aristondo | 26 februari 1982 (26 år)  |         |     | Guatemala | Glucosoral    |
| 6  | A    | Daniel Tejada    | 22 november 1986 (21 år)  |         |     | Guatemala | Maya de Oro   |
| 7  | A    | Jannick Ramírez  | 16 maj 1987 (21 år)       |         |     | Guatemala | Maya de Oro   |
| 8  | A    | Reinaldo Rosales | 20 juni 1977 (31 år)      |         |     | Guatemala | Glucosoral    |
| 9  | A    | Carlos Estrada   | 11 december 1982 (25 år)  |         |     | Guatemala | Glucosoral    |
| 10 | MF   | Erick Acevedo    | 20 september 1980 (28 år) |         |     | Guatemala | Glucosoral    |
| 11 | A    | Luis Castro      | 27 december 1984 (23 år)  |         |     | Guatemala | Maya de Oro   |
| 12 | MV   | William Ramírez  | 2 februari 1980 (28 år)   |         |     | Guatemala | Glucosoral    |
| 13 | F    | Estuardo de León | 6 juli 1977 (31 år)       |         |     | Guatemala | Glucosoral    |
| 14 | F    | Oliver López     | 2 februari 1979 (29 år)   |         |     | Guatemala | Glucosoral    |

### Kina
Förbundskapten:  Farinha
| Nr | Pos. | Namn          | Födelsedatum (ålder)    | Matcher | Mål |      | Klubb                            |
| -- | ---- | ------------- | ----------------------- | ------- | --- | ---- | -------------------------------- |
| 1  | MV   | Zheng Tao     | 15 april 1982 (26 år)   |         |     | Kina | Wuhan Dilong                     |
| 2  | F    | Liang Shuang  | 8 november 1983 (24 år) |         |     | Kina | Wuhan Dilong                     |
| 3  | F    | Wang Wei      | 19 oktober 1983 (24 år) |         |     | Kina | Wuhan Dilong                     |
| 4  | F    | Huang He      | 23 januari 1988 (20 år) |         |     | Kina | UESTC                            |
| 5  | F    | Li Jian       | 9 februari 1982 (26 år) |         |     | Kina | Shanghai Xufang                  |
| 6  | A    | Zhang Xi      | 22 januari 1983 (25 år) |         |     | Kina | Wuhan Dilong                     |
| 7  | MF   | Zhang Jiong   | 2 december 1985 (22 år) |         |     | Kina | Shanghai Xufang                  |
| 8  | MF   | Liu Xinyi     | 27 maj 1985 (23 år)     |         |     | Kina | UESTC                            |
| 9  | MF   | Zhang Xiao    | 20 augusti 1985 (23 år) |         |     | Kina | Beijing University of Technology |
| 10 | MF   | Wu Zhuoxi     | 18 januari 1983 (25 år) |         |     | Kina | Petrojet                         |
| 11 | A    | Chen Fangjing | 6 januari 1986 (22 år)  |         |     | Kina | Shanghai Xufang                  |
| 12 | MV   | Li Xin        | 9 april 1983 (25 år)    |         |     | Kina | Wuhan Dilong                     |
| 13 | A    | Hu Jie        | 13 mars 1987 (21 år)    |         |     | Kina | Wuhan Dilong                     |
| 14 | A    | Tian Lei      | 25 mars 1986 (22 år)    |         |     | Kina | Beijing University of Technology |

### Ukraina
Förbundskapten:  Gennadiy Lisenchuk
| Nr | Pos. | Namn              | Födelsedatum (ålder)      | Matcher | Mål |          | Klubb                  |
| -- | ---- | ----------------- | ------------------------- | ------- | --- | -------- | ---------------------- |
| 1  | MV   | Vladyslav Lysenko | 13 augusti 1979 (29 år)   |         |     | Ukraina  | Planeta-Most Kyiv      |
| 2  | F    | Mykhaylo Romanov  | 21 juli 1983 (25 år)      |         |     | Ukraina  | Kontingent Zhytomyr    |
| 3  | F    | Roman Vakhula     | 13 juli 1985 (23 år)      |         |     | Ukraina  | TVD Lviv               |
| 4  | A    | Dmytro Ivanov     | 15 december 1985 (22 år)  |         |     | Ryssland | Mytischi Moskva        |
| 5  | F    | Yevgen Rogachov   | 30 augusti 1983 (25 år)   |         |     | Ukraina  | TVD Lviv               |
| 6  | A    | Ildar Makayev     | 18 augusti 1982 (26 år)   |         |     | Ukraina  | Taim Lviv              |
| 7  | A    | Sergiy Cheporniuk | 18 april 1982 (26 år)     |         |     | Ukraina  | Taim Lviv              |
| 8  | F    | Oleksandr Khursov | 1 juni 1981 (27 år)       |         |     | Ukraina  | Enakievez Enakievo     |
| 9  | A    | Valeriy Zamyatin  | 5 januari 1979 (29 år)    |         |     | Ukraina  | Enakievez Enakievo     |
| 10 | A    | Valeriy Legchanov | 13 februari 1980 (28 år)  |         |     | Ukraina  | Energy Lviv            |
| 11 | A    | Dmytro Silchenko  | 7 oktober 1982 (25 år)    |         |     | Ukraina  | TVD Lviv               |
| 12 | MV   | Yevgen Ivanyak    | 28 september 1982 (26 år) |         |     | Ukraina  | Taim Lviv              |
| 13 | F    | Fedir Pylypiv     | 8 februari 1978 (30 år)   |         |     | Ukraina  | Urahan Ivano-Frankivsk |
| 14 | A    | Sergiy Zhurba     | 14 mars 1987 (21 år)      |         |     | Ukraina  | Lugansk                |

## Grupp D

### Iran
Förbundskapten:  Hossein Shams
| Nr | Pos. | Namn                    | Födelsedatum (ålder)      | Matcher | Mål |      | Klubb                   |
| -- | ---- | ----------------------- | ------------------------- | ------- | --- | ---- | ----------------------- |
| 1  | MV   | Asghar Ghahremani       | 6 mars 1972 (36 år)       |         |     | Iran | Shahr Aftab Tehran      |
| 2  | MF   | Morteza Azimaei         | 11 september 1982 (26 år) |         |     | Iran | Rah Sari                |
| 3  | A    | Mohammad Taheri         | 2 maj 1985 (23 år)        |         |     | Iran | Shahid Mansouri Qarchak |
| 4  | F    | Mohammad Keshavarz      | 5 juli 1982 (26 år)       |         |     | Iran | Shahid Mansouri Qarchak |
| 5  | MF   | Mohammad Hashemzadeh    | 20 januari 1977 (31 år)   |         |     | Iran | Foolad Mahan Isfahan    |
| 6  | A    | Javad Asghari Moghaddam | 12 augusti 1979 (29 år)   |         |     | Iran | Foolad Mahan Isfahan    |
| 7  | MF   | Ali Asghar Hassanzadeh  | 2 november 1987 (20 år)   |         |     | Iran | Eram-Kish Qom           |
| 8  | MF   | Mostafa Tayyebi         | 9 juni 1987 (21 år)       |         |     | Iran | Elm & Adab Mashhad      |
| 9  | A    | Vahid Shamsaei          | 21 september 1975 (33 år) |         |     | Iran | Foolad Mahan Isfahan    |
| 10 | F    | Majid Latifi            | 21 mars 1981 (27 år)      |         |     | Iran | Eram-Kish Qom           |
| 11 | A    | Ebrahim Masoudi         | 16 augusti 1982 (26 år)   |         |     | Iran | TAM Iran Khodro         |
| 12 | MV   | Mostafa Nazari          | 11 december 1982 (25 år)  |         |     | Iran | Eram-Kish Qom           |
| 13 | A    | Masoud Daneshvar        | 30 januari 1988 (20 år)   |         |     | Iran | Sadra Shiraz            |
| 14 | MV   | Hamid Reza Abrarinia    | 29 september 1978 (30 år) |         |     | Iran | Foolad Mahan Isfahan    |

### Libyen
Förbundskapten:  Mato Stanković
| Nr | Pos. | Namn                 | Födelsedatum (ålder)      | Matcher | Mål |  | Klubb         |
| -- | ---- | -------------------- | ------------------------- | ------- | --- |  | ------------- |
| 1  | MV   | Fatah Masoud         | 24 september 1989 (19 år) |         |     |  | Ej affilierad |
| 2  | F    | Yousef Mohammed      | 3 december 1982 (25 år)   |         |     |  | Ej affilierad |
| 3  | A    | Abdul-Wahed Mohammed | 30 juli 1977 (31 år)      |         |     |  | Ej affilierad |
| 4  | A    | Nagi El-Tomi         | 23 oktober 1977 (30 år)   |         |     |  | Ej affilierad |
| 5  | MF   | Fathi Al-Khoga       | 8 maj 1984 (24 år)        |         |     |  | Ej affilierad |
| 6  | F    | Rabie El-Hoti        | 19 juni 1985 (23 år)      |         |     |  | Ej affilierad |
| 7  | MF   | Hamdi Ismail         | 17 januari 1984 (24 år)   |         |     |  | Ej affilierad |
| 8  | MF   | Nabil Omran          | 31 januari 1981 (27 år)   |         |     |  | Ej affilierad |
| 9  | F    | Mohammed Shahout     | 2 maj 1982 (26 år)        |         |     |  | Ej affilierad |
| 10 | A    | Mohammed Rahoma      | 5 maj 1984 (24 år)        |         |     |  | Ej affilierad |
| 12 | MV   | Mohammed Al-Sharif   | 15 mars 1985 (23 år)      |         |     |  | Ej affilierad |
| 13 | MV   | Akrem El-Twati       | 23 mars 1985 (23 år)      |         |     |  | Ej affilierad |
| 14 | MF   | Mohamed Suleiman     | 27 september 1988 (20 år) |         |     |  | Ej affilierad |

### Spanien
Förbundskapten:  Venancio López
| Nr | Pos. | Namn           | Födelsedatum (ålder)      | Matcher | Mål |         | Klubb             |
| -- | ---- | -------------- | ------------------------- | ------- | --- | ------- | ----------------- |
| 1  | MV   | Luis Amado     | 4 maj 1976 (32 år)        |         |     | Spanien | Inter Movistar    |
| 2  | F    | Ortiz          | 3 oktober 1983 (24 år)    |         |     | Spanien | Inter Movistar    |
| 3  | F    | Javi Eseverri  | 28 augusti 1977 (31 år)   |         |     | Spanien | MRA Navarra       |
| 4  | F    | Torras         | 24 september 1980 (28 år) |         |     | Spanien | Inter Movistar    |
| 5  | MF   | Fernandão      | 16 augusti 1980 (28 år)   |         |     | Spanien | Barcelona Senseit |
| 6  | A    | Álvaro         | 29 september 1977 (31 år) |         |     | Spanien | ElPozo Murcia     |
| 7  | A    | Javi Rodríguez | 26 mars 1974 (34 år)      |         |     | Spanien | Barcelona Senseit |
| 8  | F    | Kike           | 4 maj 1978 (30 år)        |         |     | Spanien | ElPozo Murcia     |
| 9  | A    | Andreu         | 24 februari 1975 (33 år)  |         |     | Spanien | Caja Segovia      |
| 10 | A    | Borja          | 16 november 1984 (23 år)  |         |     | Spanien | Inter Movistar    |
| 11 | MF   | Marcelo        | 11 januari 1974 (34 år)   |         |     | Spanien | ElPozo Murcia     |
| 12 | MV   | Juanjo         | 19 augusti 1985 (23 år)   |         |     | Spanien | ElPozo Murcia     |
| 13 | MV   | Cristian       | 27 augusti 1982 (26 år)   |         |     | Spanien | Barcelona Senseit |
| 14 | A    | Daniel         | 6 juli 1976 (32 år)       |         |     | Spanien | Inter Movistar    |

### Tjeckien
Förbundskapten:  Tomáš Neumann
| Nr | Pos. | Namn           | Födelsedatum (ålder)     | Matcher | Mål |          | Klubb                 |
| -- | ---- | -------------- | ------------------------ | ------- | --- | -------- | --------------------- |
| 1  | MV   | Tomáš Meller   | 11 november 1975 (32 år) |         |     | Tjeckien | Era-Pack Chrudim      |
| 2  | F    | David Cupák    | 27 maj 1989 (19 år)      |         |     | Tjeckien | Helas Brno            |
| 3  | F    | Jiří Novotný   | 12 juli 1988 (20 år)     |         |     | Tjeckien | Eco Investment Prague |
| 4  | A    | David Filinger | 12 januari 1978 (30 år)  |         |     | Tjeckien | Benago Prague         |
| 5  | F    | Tomáš Sluka    | 19 maj 1978 (30 år)      |         |     | Tjeckien | Era-Pack Chrudim      |
| 6  | A    | Roman Mareš    | 15 mars 1975 (33 år)     |         |     | Tjeckien | Era-Pack Chrudim      |
| 7  | A    | Martin Dlouhý  | 3 mars 1975 (33 år)      |         |     | Tjeckien | Eco Investment Prague |
| 8  | A    | Marek Kopecký  | 19 februari 1977 (31 år) |         |     | Tjeckien | Era-Pack Chrudim      |
| 9  | F    | David Frič     | 17 februari 1983 (25 år) |         |     | Tjeckien | Eco Investment Prague |
| 10 | A    | Lukáš Rešetár  | 21 mars 1984 (24 år)     |         |     | Tjeckien | Era-Pack Chrudim      |
| 11 | F    | Michal Mareš   | 28 april 1976 (32 år)    |         |     | Tjeckien | Era-Pack Chrudim      |
| 12 | MV   | Libor Gerčák   | 22 juli 1975 (33 år)     |         |     | Tjeckien | Vysoke Myto           |
| 13 | A    | Zdeněk Sláma   | 28 december 1982 (25 år) |         |     | Tjeckien | Eco Investment Prague |
| 14 | F    | Jan Janovský   | 20 juni 1985 (23 år)     |         |     | Polen    | Jango Katowice        |

### Uruguay
Förbundskapten:  Gustavo Sánchez
| Nr | Pos. | Namn               | Födelsedatum (ålder)     | Matcher | Mål |         | Klubb          |
| -- | ---- | ------------------ | ------------------------ | ------- | --- | ------- | -------------- |
| 1  | MV   | Diego Codina       | 31 januari 1980 (28 år)  |         |     | Uruguay | Nacional       |
| 2  | F    | Pablo Lanza        | 1 augusti 1986 (22 år)   |         |     | Uruguay | Nacional       |
| 3  | A    | Jorge Rodríguez    | 15 december 1984 (23 år) |         |     | Uruguay | Nacional       |
| 4  | A    | Mauro Ruiz         | 14 november 1988 (19 år) |         |     | Uruguay | Nacional       |
| 5  | A    | Bernardo Rodríguez | 8 augusti 1981 (27 år)   |         |     | Uruguay | Old Christians |
| 6  | A    | Daniel Laurino     | 14 april 1989 (19 år)    |         |     | Spanien | ElPozo Murcia  |
| 7  | F    | Jorge Sena         | 15 december 1980 (27 år) |         |     | Uruguay | Nacional       |
| 8  | MF   | Diego Garrido      | 26 december 1984 (23 år) |         |     | Uruguay | Nacional       |
| 9  | F    | Juan Custódio      | 15 november 1985 (22 år) |         |     | Uruguay | Nacional       |
| 10 | A    | Mincho             | 27 december 1983 (24 år) |         |     | Uruguay | Rio Branco     |
| 11 | F    | Richard Catardo    | 15 december 1988 (19 år) |         |     | Uruguay | Peñarol        |
| 12 | MV   | Pablo Ferragut     | 21 november 1983 (24 år) |         |     | Uruguay | Victoria       |
| 13 | F    | Walter Rodríguez   | 24 december 1986 (21 år) |         |     | Uruguay | Old Christians |
| 14 | F    | Sebá               | 22 november 1978 (29 år) |         |     | Uruguay | Peñarol        |

### Fotnoter
1. ↑  ”Report and Statistics - FIFA Futsal World Cup Brazil 2008” (PDF). FIFA.com. Arkiverad från originalet den 4 mars 2016. https://web.archive.org/web/20160304140542/http://www.fifa.com/mm/document/affederation/technicaldevp/01/00/21/71/ffwc2008_tr_bra.pdf. Läst 20 november 2012.

### Webbkällor
- (engelska) FIFA Futsal World Cup Brazil 2008 (Fifas officiella hemsida)